# Carbios
CARBIOS est une entreprise française de biotechnologie qui développe et industrialise des solutions biologiques pour réinventer le cycle de vie des plastiques et textiles. Inspirée par la nature, CARBIOS développe des procédés biologiques à base d’enzymes pour déconstruire les plastiques avec pour mission d’éviter la pollution plastique et textile, et d'accélérer la transition vers une économie circulaire.
Elle est basée sur le parc Cataroux, à Clermont-Ferrand en Auvergne. Sa première usine, actuellement en construction, se trouve à Longlaville (Meurthe-et-Moselle) et a pour ambition produire ses premiers volumes dès 2027.

## Histoire
CARBIOS est fondée en 2011 par Truffle Capital et introduite sur le marché Euronext Growth à la Bourse de Paris en 2013.
Le 17 janvier 2019, Carbios a annoncé avoir obtenu un financement de 7,5 millions d’euros avec son partenaire Toulouse White Biotechnology (TWB) dans l’optique d’industrialiser leur technologie de recyclage du plastique par l’action d’enzymes.
En avril 2020, un groupe de chercheurs, composé de 16 membres d'un laboratoire de l'INSA Toulouse, et de 5 employés de Carbios, publient dans la revue Nature un article démontrant qu'une enzyme de type hydrolase co-développée et exploitée par Carbios permet de recycler à minimum 90 % en 10 heures les plastiques PET,. 
Fin avril 2024, Carbios pose la première pierre à Longlaville (Meurthe-et-Moselle), de son futur site industriel, pour lequel il avait décroché à l’automne 2023 le permis de construire et l’autorisation d’exploitation,. Ce futur site de Longlaville marquera le passage à l’échelle industrielle du procédé de Carbios. D'une cuve de 20.000 litres du démonstrateur clermontois, l’entreprise passera à quatre cuves de 300.000 litres chacune, dévolues à la polymérisation des déchets PET (polyéthylène téréphtalate). 
En décembre 2024, l'entreprise annonce le report de six à neuf mois des travaux dans son usine en construction en Lorraine avec un début de production prévu pour 2027. 

## Répartition du capital de la société
Au 13 juillet 2023, selon les informations dont dispose la Société.
| Public                                                | 83,96% |
| BOLD (Business Opportunities for L'Oréal Development) | 5,60%  |
| HNWI (High Net Worth Individuals)                     | 3,89%  |
| Michelin Ventures                                     | 3,09%  |
| Groupe L'Occitane                                     | 2,33%  |
| Truffle Capital                                       | 1,04%  |
| Management et Autodétention                           | 0,04%  |

## Activité
Carbios développe deux technologies basées sur la spécificité exceptionnelles des enzymes :
- la biodégradation du PLA;
- le biorecyclage du PET (dépolymérisation de matériaux plastiques par méthode enzymatique) ;

Dans la biodégradation, Carbios a notamment mis au point un procédé d’incorporation d’enzymes dans des matériaux plastiques. Ceci a débouché sur la création de la co-entreprise Carbiolice, avec Limagrain Céréales Ingrédients, pour laquelle l’industrialisation est prévue avec la société partenaire Novozymes.
Carbios a pris part avec d’autres sociétés au projet « Thanaplast », en partie financé par Bpifrance, qui a permis de développer des procédés biologiques de valorisation de déchets plastiques, notamment à base de PLA et de PET.
En novembre 2020, Carbios annonce le lancement d'un procédé industriel permettant de transformer le textile en bouteille plastique PET. Si l'opération inverse, la transformation de bouteilles PET en textile, était connue, le nouveau système de Carbios constitue une première mondiale.

### Biorecyclage enzymatique
L'utilisation d'enzymes pour découper les molécules de PET permet de le dépolymériser à 97 %. L'entreprise a laissé des bouts de cette matière dans des parcelles de terre afin de trouver des enzymes qui les digéraient. Leur ADN a ensuite été inséré dans des bactéries Escherichia coli, qui sont faciles à cultiver. Le premier prototype, annoncé en février 2019, permettrait de recycler 200 kg de PET en 16 heures.
En 2020, l'entreprise annonce avoir trouvé la bonne enzyme, modifiée par un laboratoire de l'INSA Toulouse, capable de séparer les monomères qui composent le PET. Ces monomères, une fois purifiés, peuvent être recomposés pour fabriquer du PET totalement neuf, permettant un recyclage à 100%. Carbios construit un démonstrateur près de Lyon pour 2021 qui recyclera 2 000 tonnes, et prévoit ensuite une usine pouvant traiter 100 000 tonnes.
Selon John McGeehan de l'Université de Portsmouth, qui n'est pas impliqué dans l'entreprise, le processus est efficace à 90 %. L'enzyme d'origine, capable de traiter le PET, a été découverte en 2012 par l'Université d'Osaka. Elle fait partie des cutinases qui décomposent les feuilles de végétaux. Après modification, elle casse le PET en ses composants d'origine, l'acide téréphtalique et l'éthylène glycol, en quelques jours sous une température de 65 °C. Pour générer cette nouvelle enzyme, l'équipe de Carbios et l'INSA de Toulouse ont analysé sa structure cristalline afin d'identifier les acides aminés qui s'accrochent aux liens chimiques du PET. Ils ont ensuite généré des enzymes mutantes pour en trouver de plus efficaces et de plus résistantes à la chaleur. Après avoir répété le processus plusieurs fois, ils en ont trouvé une 10 000 fois plus efficace que celle d'origine, pouvant de plus supporter des températures de 72 °C, température à laquelle le PET commence à se ramollir.